# Leopoldo Ornstein
Leopoldo R. Ornstein (Buenos Aires, 24 de agosto de 1896 - 1973) fue un militar e historiador argentino.
Hijo de Manuel Ornstein y de Elodia Croco, cursó estudios en el Colegio Militar y en la Escuela Superior de Guerra. Fue jefe de estudios en el Colegio Militar en 1829, profesor de Táctica y de Historia Militar y Servicio en la Escuela Superior de Guerra entre 1935 y 1939, Jefe del Regimiento Nro. 4 de Caballería en el Territorio Nacional del Neuquén, Jefe de Instrucción de Caballería en la Escuela de Caballería de Campo de Mayo, jefe de Operaciones del Comando de Caballería y jefe de Estado Mayor de la División Patagonia. Llegó al rango de teniente coronel. En 1944 participó con la Escuela de Caballería en la revolución que derrocó al presidente Ramón S. Castillo.
Interesado en la historia militar desde temprana edad, en representación del Ministerio de Guerra asistió al III Congreso de Historia de América en 1936, al I Congreso de Historia de Cuyo en 1937 y a las Jornadas de Historia de Santa Fe en 1938. En 1932 descubrió las ruinas del fortín Picheuta, que tuvo importante papel en el Cruce de los Andes, y estableció con mucha precisión las rutas seguidas por las columnas del Ejército de los Andes en su campaña a Chile.
Fue autor de varios ensayos publicados en revistas del Círculo Militar y en el diario La Nación. Además colaboró en la Historia de la Nación Argentina dirigida por Ricardo Levene y editada por la Academia Nacional de la Historia. Fue miembro del Instituto Nacional Sanmartiniano de la Argentina y de su homónimo del Perú, de las Juntas de historia de Salta y San Juan, y fundó y presidió el Instituto General Artigas.
Falleció en 1973. Una calle en Villa Allende, provincia de Córdoba, recuerda a este militar e historiador.

## Obra publicada
- La campaña de los Andes a la luz de las doctrinas de la guerra moderna (1930)
- De Chacabuco a Maipo (1933)
- La estategia de ajedrez del general San Martín (1934)
- La batalla de Sipe Sipe
- La batalla de Pavón
- Diccionario táctico
- López militar
- La conducción táctica del regimiento de caballería (1942)
- Historia de la democracia argentina (1946)
- El estudio de la historia militar. Bases para una metodología (1957)
- Las campañas libertadoras del general San Martín (1958)